# Statens teaterhøgskole
Statens teaterhøgskole er en norsk uddannelsesinstitution i Oslo, der uddanner skuespillere. Den blev etableret med integreret treårig skuespilleruddannelse i 1953 under navnet Statens Teaterskole.
Skolen fik højskolestatus i 1982. Den er nu en af tre institutioner som tilbyder skuespilleruddannelse på højskoleniveau, men har fortsat nationalt eneansvar for uddannelse af sceneinstruktører.
Skolen optager årligt til otte studenter blandt 500-800 ansøgere. Man må gennem tre runder med audition. På den første fremfører man kun en monolog. Fra første audition er det ca. 120 som går videre. Anden optagelsesprøve består endnu engang af en monolog og man kan i tillæg blive udfordret til improvisation. Da improviserer man indenfor en givet situation, sammen med en fra juryen.
Kommer man videre fra denne er det på tredje prøve en uge, til ti dage, lang audition. Sidste del af optagelsen består i alt fra sang, dans, rolleinstruktion, scenedialog, etc.
Juryene består hovedsageligt af tre personer til første prøve, fire personer på anden prøve, og op til fem personer på tredje prøve. Juryen er forskellig fra prøve til prøve, fra år til år, og er en blanding af skolens lærere, tidligere elever og freelance fagpersoner fra teaterfeltet.
I 1996 blev Statens teaterhøjskole en del af Kunsthøgskolen i Oslo (KHiO).